# Lista cu oameni din Dinastia Joseon
Aceasta este o lista partiala a oamenilor remarcabili ce au trait in timpul  dinastiei Joseon, dinastie ce a domnit in peninsula coreeana, 1392-1910.

## Rulers
See:  Lista monarhilor din Coreea
| #  | Numele personal | Numele personal | Domnie            | Numele de curte (C)/ Pseudonim (Ps) | Numele de curte (C)/ Pseudonim (Ps) | Numele de templu (廟號) (T) / Numele Postum (諡號) (P) | Numele de templu (廟號) (T) / Numele Postum (諡號) (P) |
| #  | Romanized       | Hangul/Hanja    | Domnie            | Romanized                           | Hangul/Hanja                        | Romanized                                              | Hangul/Hanja                                           |
| -- | --------------- | --------------- | ----------------- | ----------------------------------- | ----------------------------------- | ------------------------------------------------------ | ------------------------------------------------------ |
| 1  | Yi Seong gye    | 이성계 李成桂   | 1392–1398         | Junggyeol (C)                       | 중결 仲潔 (C)                       | Taejo                                                  | 태조 太祖 (T)                                          |
| 2  | Yi Bang-gwa     | 이방과 李芳果   | 1398–1400         | Gwangwon (C)                        | 광원 光遠 (C)                       | Jeongjong                                              | 정종 定宗 (T)                                          |
| 3  | Yi Bang won     | 이방원 李芳遠   | 1400–1418         | Yudeok (C)                          | 유덕 遺德(C)                        | Taejong                                                | 태종 太宗(T)                                           |
| 4  | Yi Do           | 이도 李祹       | 1418–1450         | Wonjeong (C)                        | 원정 元正 (C)                       | Sejong the Great                                       | 세종 世宗(T)                                           |
| 5  | Yi Hyang        | 이향 李珦       | 1450–1452         | Hwiji (C)                           | 휘지 輝之(C)                        | Munjong                                                | 문종 文宗 (T)                                          |
| 6  | Yi Hong wi      | 이홍위 李弘緯   | 1452–1455         |                                     |                                     | Danjong                                                | 단종 端宗 (T)                                          |
| 7  | Yi Yu           | 이유 李瑈       | 1455–1468         | Suji (C)                            | 수지 粹之 (C)                       | Sejo                                                   | 세조 世祖 (T)                                          |
| 8  | Yi Gwang        | 이광 李晄       | 1468–1469         | Myungjo/Pyeongnam (C)               | 명조/평남 明照/平南 (C)             | Yejong                                                 | 예종 睿宗 (T)                                          |
| 9  | Yi Hyeol        | 이혈 李娎       | 1469–1494         |                                     | (C)                                 | Seongjong                                              | 성종 成宗(T)                                           |
| 10 | Yi Yung         | 이융 李隆       | 1494–1506         |                                     | (C)                                 | Yeonsangun                                             | 연산군 燕山君                                          |
| 11 | Yi Yeok         | 이역 李懌       | 1506–1544         | Nakcheon (C)                        | 낙천 樂天 (C)                       | Jungjong                                               | 중종 中宗 (T)                                          |
| 12 | Yi Ho           | 이호 李峼       | 1544–1545         | Cheonyun (C)                        | 천윤 天胤 (C)                       | Injong                                                 | 인종 仁宗 (T)                                          |
| 13 | Yi Hwan         | 이환 李峘       | 1545–1567         | Daeyang (C)                         | 대양 對陽 (C)                       | Myeongjong                                             | 명종 明宗 (T)                                          |
| 14 | Yi Yeon         | 이연 李蚣       | 1567–1608         |                                     |                                     | Seonjo                                                 | 선조 宣祖 (T)                                          |
| 15 | Yi Hon          | 이혼 李琿       | 1608–1623         |                                     | (C)                                 | Gwanghaegun                                            | 광해군 光海君                                          |
| 16 | Yi Jong         | 이종 李倧       | 1623–1649         | Hwabaek (C)                         | 화백 和伯(C)                        | Injo                                                   | 인조 仁祖 (T)                                          |
| 17 | Yi Ho           | 이호 李淏       | 1649–1659         | Jeongyeon (C) Juko (Ps)             | 정연/靜淵 (C) 죽오/竹梧 (Ps)        | Hyojong                                                | 효종 孝宗(T)                                           |
| 18 | Yi Yeon         | 이연 李棩       | 1659–1674         | Gyungjik (C)                        | 경직 景直 (C)                       | Hyeonjong                                              | 현종 顯宗 (T)                                          |
| 19 | Yi Sun          | 이순 李焞       | 1674–1720         | Myungbo (C)                         | 명보 明普 (C)                       | Sukjong                                                | 숙종 (T)                                               |
| 20 | Yi Yun          | 이윤 李昀       | 1720–1724         | Hwiseo (C)                          | 휘서 輝瑞 (C)                       | Gyeongjong                                             | 경종 (T)                                               |
| 21 | Yi Geum         | 이금 李昑       | 1724–1776         | Gwangsuk (C) Yangseongheon (Ps)     | 광숙/光叔 (C) 양성헌/養性軒 (Ps)    | Yeongjo                                                | 영조 英祖 (T)                                          |
| 22 | Yi San          | 이산 李祘       | 1776–1800         | Hyeongun (C) Hongjae (Ps)           | 형운/亨運 (C) 홍재/弘齋 (Ps)        | Jeongjo                                                | 정조 正祖 (T)                                          |
| 23 | Yi Gong         | 이공 李蚣       | 1800–1834         | Gongbo (C) Sunjae (Ps)              | 공보/公寶(C) 순재/純齋 (Ps)         | Sunjo                                                  | 순조 純祖 (T)                                          |
| 24 | Yi Hwan         | 이환 李奐       | 1834–1849         | Muneung (C) Wonheon (Ps)            | 문응/文應 (C) 원헌/元軒 (Ps)        | Heonjong                                               | 헌종 憲宗 (T)                                          |
| 25 | Yi Byeon        | 이변 李昪       | 1849–1863         | Dosung (C) Daeyongjae (Ps)          | 도승/道升(C) 대용재/大勇齋(Ps)      | Cheoljong                                              | 철종 哲宗 (T)                                          |
| 26 | Yi Myeong bok   | 이명복 李命福   | 1863–1897 (1907)* | Seongrim (C) Juyeon (Ps)            | 성림/聖臨(C) 주연/珠淵 (Ps)         | Gojong                                                 | 고종 高宗 (T)                                          |
| 27 | Yi Cheok        | 이척 李拓       | (1907–1910)*      | Gunbang (C) Jeongheon (Ps)          | 군방/君邦(C) 정헌/正軒 (Ps)         | Sunjong                                                | 순종 純宗 (T)                                          |

### Membri casei regale
- Marele Print Yangnyeong
- Regina Munjeong
- Regina Inhyeon
- Printul Sado
- Regina Jeongsun
- Heungseon Daewongun
- Imparateasa Myeongseong
- Empress Sunjeong

## Invatatori-funcționari
Invatatori-funcționari, sau  munsin , a avut loc o mare parte din putere în birocrația dinastiei Joseon. Mulți membri ai elitei intelectuale, de asemenea, amintit pentru munca lor ca poeti sau filozofi, a servit ca savant-funcționari. O astfel de serviciu, cu toate acestea, a fost limitată la membrii bazei ereditare yangban
- Jeong Dojeon
- Jo Jun
- Nam Eun
- Ha Ryun
- Pak Eun
- Kwon Geun
- Jeong Inji
- Hwang Hui
- Hwangbo In
- Kim Jong-seo
- Yu Eung-bu
- Yu Seong-won
- Pak Paeng-nyeon
- Seong Sammun
- Ha Wi-ji
- Yi Gae
- Kim Jil
- Sin Suk-ju
- Han Myeonghoe
- Choi Se-jin
- Kim Jong-jik
- Yi Eon-jeok
- Jeong Yeo-chang
- Kim Gwaeng-pil
- Jo Gwang-jo
- Yun Im
- Yun Won-hyeong
- Yi Hang
- Yi Hwang
- Jo Sik
- Kim In-hu
- Gi Dae-Seung
- Seong Hon
- Yi I
- Yi Deok-hyeong
- Yi Hang-bok
- Jeong Cheol
- Jo Heon
- Kim Yuk
- Yi Su-gwang
- Song Si-yeol
- Che Jegong
- Shin Gwang-su
- Yu Hyeong-won
- Yi Ik
- Ahn Jeongbok
- Yun Hyu
- Pak Se-dang
- Pak Jiwon
- Song Jun-gil
- Hong Dae-yong
- Sin Gyeong-jun
- Yu Deuk-gong
- Jeong Yak-yong
- Yi Deok-mu
- Pak Je-ga
- Kim Jeong-hui
- Pak Gyu-su
- Pak Yeong-hyo
- Kim Okgyun

## Militari
Serviciul militar a fost deschis punct de vedere tehnic pentru oameni din afara categoriei yangban , dar, în practică, posturile cele mai mari au fost deținute de aristocrație.
- Nam I
- Yi Il
- Shin Rip
- Yi Sun-sin
- Kwon Yul
- Kim Si-min
- Yi Eok-gi
- Won Gyun
- Gang Hong-rip
- Shin Ryu
- Eo Je-yeon
- Chung Wun
- Yi Dae Won

## Others
Clasele de joc includeau fermierii liberi  yangmin, jungin sau cei din clasa tehnica si cei din clasa de joc cheonmin.

## Femei
Cele mai proeminete femei din acea perioada erau cele din clasa aristocratica sau femeile kisaeng .
- Hwang Jin-i
- Non Gae
- Jung-geum, singura femeie doctor din timpul Dinastiei Joseon
- Yi Mae-chang
- Jang Hui Bin

### Leaderi
- Choe Je-u
- Hong Gyeong-nae

### Pictor
- Danwon
- Gyeomjae
- Hyewon
- Owon

### Autori
- Kim Jeong-ho
- Kim Sat-gat

### Inventatori
Some scholar-officials, such as Jeong Yak-yong, also worked as inventors. 
- Jang Yeong-sil